# Polypteridae
Polypteriformes
Ordre
Famille
Classification phylogénétique
- Ostéichthyens
  - Actinoptérygiens
    - Cladistiens
    - Actinoptères
      - Chondrostéens
      - Néoptérygiens

  - Sarcoptérygiens

Les Polypteridae sont une famille d'actinoptérygiens (poissons à nageoires rayonnées), la seule actuelle de l'ordre des Polypteriformes.
Ce groupe contient des poissons pulmonés (pourvus de poumons). On les trouve exclusivement en Afrique. 

## Liste des familles et genres
Selon FishBase (3 mai 2016) :
- famille des Polypteridae
  - genre Erpetoichthys Smith, 1865
    - Erpetoichthys calabaricus Smith, 1865

  - genre Polypterus Lacepède, 1803
    - Polypterus ansorgii Boulenger, 1910
    - Polypterus bichir Lacepède, 1803
    - Polypterus congicus Boulenger, 1898
    - Polypterus delhezi Boulenger, 1899
    - Polypterus endlicherii Heckel, 1847
    - Polypterus mokelembembe Schliewen & Schafer, 2006
    - Polypterus ornatipinnis Boulenger, 1902
    - Polypterus palmas Ayres, 1850
    - Polypterus polli Gosse, 1988
    - Polypterus retropinnis Vaillant, 1899
    - Polypterus senegalus Cuvier, 1829
    - Polypterus teugelsi Britz, 2004
    - Polypterus weeksii Boulenger, 1898

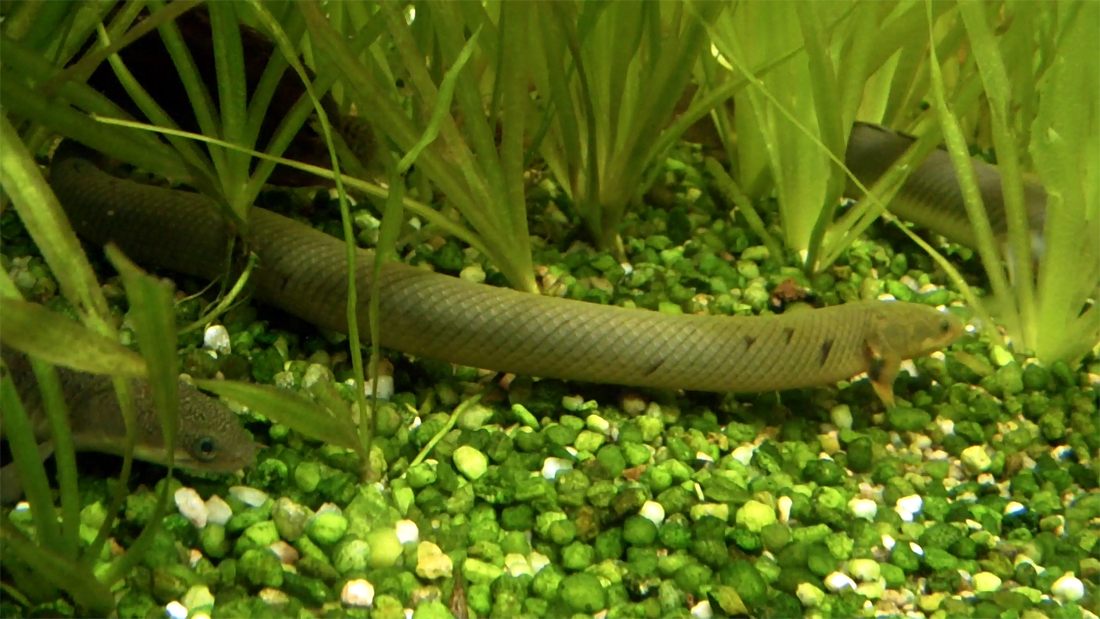
Erpetoichthys calabaricus.
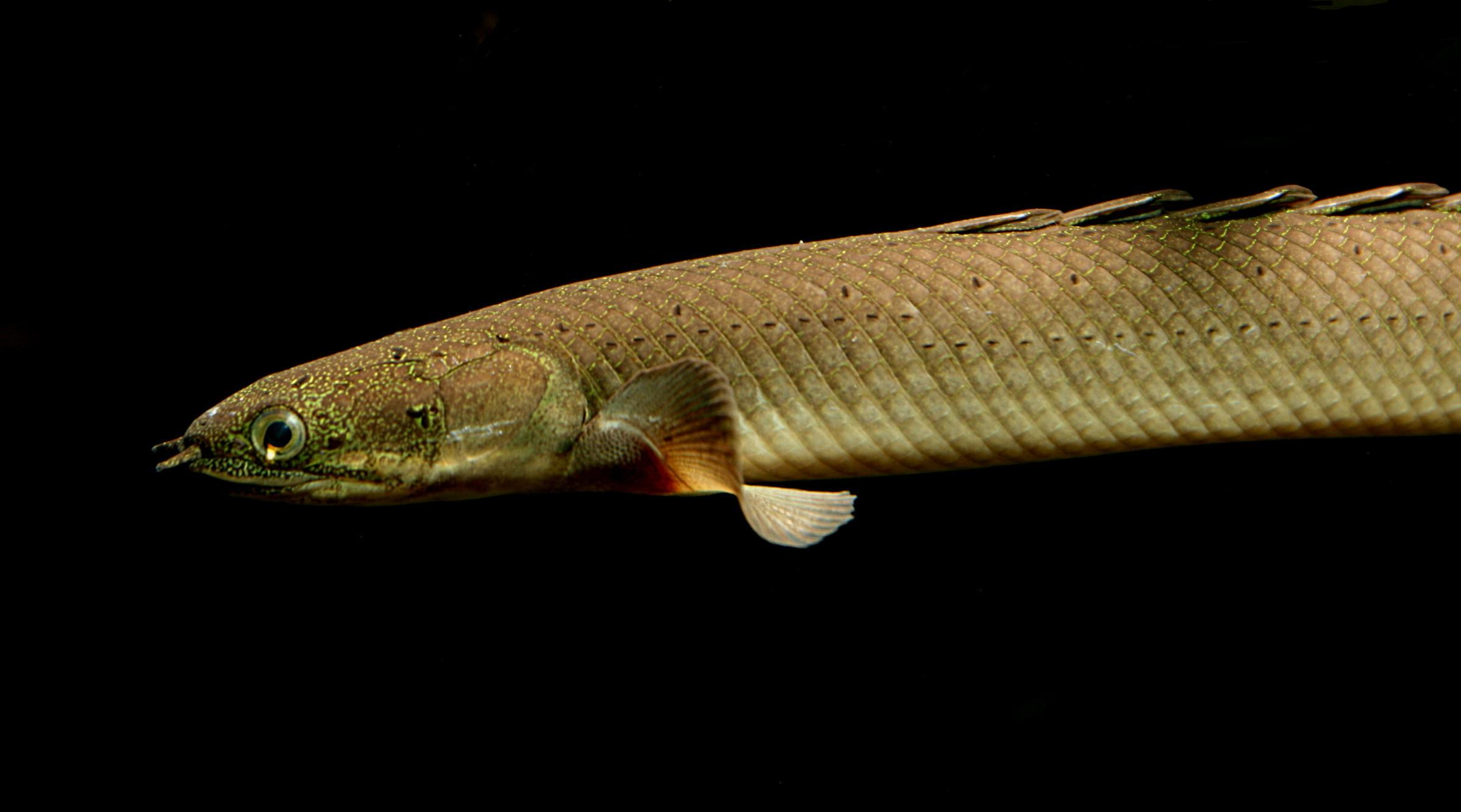
Polypterus senegalus.